# Niceforonia
Niceforonia is een geslacht van kikkers uit de familie Strabomantidae. De naam Niceforonia werd voor het eerst wetenschappelijk gepubliceerd door Coleman Jett Goin en Doris Mable Cochran in 1963 in een wetenschappelijk artikel van de California Academy of Sciences. Het geslacht behoord tegenwoordig tot de onderfamilie Hypodactylinae. De naam Niceforonia verwijst naar de Colombiaanse herpetoloog Nicéforo María
Er zijn 15 soorten die voorkomen in Zuid-Amerika (Peru, Ecuador en Colombia) Van de soort Niceforonia columbiana is het enige bekende exemplaar verloren gegaan.

## Soorten
- Niceforonia adenobrachia (Ardila-Robayo, Ruiz-Carranza & Barrera-Rodriguez, 1996)
- Niceforonia aderca (Lynch, 2003)
- Niceforonia araiodactyla (Duellman & Pramuk, 1999)
- Niceforonia babax (Lynch, 1989)
- Niceforonia brunnea (Lynch, 1975)
- Niceforonia columbiana (Werner, 1899)
- Niceforonia dolops (Lynch & Duellman, 1980)
- Niceforonia elassodiscus (Lynch, 1973)
- Niceforonia fallaciosa (Duellman, 2000)
- Niceforonia latens (Lynch, 1989)
- Niceforonia lucida (Cannatella, 1984)
- Niceforonia mantipus (Boulenger, 1908)
- Niceforonia nana Goin & Cochran, 1963
- Niceforonia nigrovittata (Andersson, 1945)
- Niceforonia peraccai (Lynch, 1975)